# Odontaster crassus
Odontaster crassus är en sjöstjärneart som beskrevs av Fisher 1905. Odontaster crassus ingår i släktet Odontaster och familjen Odontasteridae.
Artens utbredningsområde är Kalifornien. Inga underarter finns listade i Catalogue of Life.